# Ježatka
Ježatka (Echinochloa) je rod trav, tedy z čeledi lipnicovitých (Poaceae). Jedná se o jednoleté nebo vytrvalé byliny. Jsou trsnaté nebo poléhavé (nebo plovoucí). Stébla dorůstají výšek zpravidla 40–360 cm. Čepele listů jsou převážně ploché, poměrně široké. Na vnější straně báze čepele listu se místo jazýčku nachází věneček chlupů. Květy jsou v kláscích, které tvoří klasovitě uspořádané lichoklasy. Klásky v párech, uspořádané do 2-4 řad. Klásky jsou zpředu dozadu smáčklé, zpravidla 2-květé, ale dolní květ je sterilní či vzácněji samčí. Na bázi klásku jsou 2 plevy, které jsou většinou nestejné, bez osin nebo osinaté. Pluchy jsou bez osin, okraji překrývají kraje plušky. Plušky jsou bez osin, dvoužilné. Plodem je obilka. Je známo asi 30-40 druhů, spíše v teplejších oblastech, místy i adventivní výskyt.

## Druhy rostoucí v Česku
V České republice se běžně vyskytuje pouze 1 druh z rodu ježatka (Echinochloa). Je to ježatka kuří noha (Echinochloa crus-galli). Jedná se o velmi hojný polní plevel, roste i na ruderálních místech a obnažených dnech rybníků (zvláště eutrofních). Další druhy jsou do ČR jen výjimečně zavlékány, viz taxobox.